# 2008年の芸術
2008年の芸術では、2008年（平成20年）の芸術分野に関する出来事について記述する。
なお、文学については「2008年の文学」を、音楽については「2008年の音楽」を、映画については「2008年の映画」をそれぞれ参照すること。

## できごと

### 3月
- 3月28日 - 第64回日本芸術院賞（平成19年度）発表。受賞者は、清水達三、藤森兼明、神戸峰男、杭迫柏樹、鈴木了二、五代目中村時蔵、七代目中村芝雀、藤間藤太郎ら [1]。
- 3月31日 - プリツカー賞に、フランスの建築家ジャン・ヌーヴェルが選ばれる [2][3]。

### 9月
- 9月16日 - 第20回高松宮殿下記念世界文化賞発表。受賞者は、リチャード・ハミルトン、イリヤ・カバコフ、エミリア・カバコフ、ペーター・ツムトール、坂田藤十郎ら [4]。
- 9月26日 - 松たか子や十一代目市川海老蔵のはとこ、七代目松本幸四郎の子孫、美友が舞台「IMAGINE9・11」（東京都墨田区シアターX）でデビュー。[5]

### 10月
- 10月5日 - 日テレアナウンサー20名（鷹西美佳、松本志のぶら）が『言葉を発する楽器』となり、東京都交響楽団と合同でコンサート「アナウンサーコンチェルト」（東京 渋谷Bunkamuraオーチャードホール）を開催、11月2日に日テレで放送。

### 11月
- 11月17日 - 東京・渋谷駅に設置された、芸術家岡本太郎の巨大壁画『明日の神話』が一般公開される [6]。

## 受賞
- プリツカー賞 （3月） - 「建築界のノーベル賞」ともいわれている。
  - ジャン・ヌーヴェル

- 第20回高松宮殿下記念世界文化賞 （9月） - 「絵画」、「彫刻」、「建築」、「音楽」、「演劇・映像」の5部門がある。
  - 絵画部門 - リチャード・ハミルトン
  - 彫刻部門 - イリヤ・カバコフ、エミリア・カバコフ
  - 建築部門 - ペーター・ツムトール
  - 演劇・映像部門 - 坂田藤十郎

- 第65回日本芸術院賞（平成20年度） - 例年通りであれば、2009年3月頃発表。

  - 日本画部門 -
  - 洋画部門 -
  - 彫塑部門 -
  - 工芸部門 -
  - 書部門 -
  - 建築部門 -
  - 文楽部門 -
  - 歌舞伎部門 -
  - 舞踊部門 -
  - 演劇部門 -

## 死去
- 1月17日 - 中山万里、写真家（* 1970年）
- 2月11日 - 野々村一男、彫刻家（* 1906年）
- 2月21日 - 中山公男、美術評論家（* 1927年）
- 4月8日 - 白髪一雄、画家（* 1924年）
- 4月9日 - 毛利彰、イラストレーター（* 1935年）
- 4月14日 - オリー・ジョンストン、アメリカ合衆国のアニメーター（* 1912年）
- 4月15日 - 辻清明、陶芸家（* 1927年）
- 4月23日 - 青木龍山、陶芸家（* 1926年）
- 5月9日 - 松岡阜、彫刻家（* 1923年）
- 5月23日 - コーネル・キャパ、ハンガリー系アメリカ人の写真家、ロバート・キャパの弟（* 1918年）
- 5月25日 - 西野久子、洋画家（* 1914年）
- 6月1日 - イヴ・サン＝ローラン、フランスのファッションデザイナー（* 1936年）
- 6月19日 - 宮迫千鶴、画家（* 1947年）
- 6月24日 - 永田禎彌、洋画家（* 1916年）
- 8月1日 - ポーリン・ベインズ、イギリスのイラストレーター（* 1922年）
- 9月7日 - 野田凪、クリエーター（* 1973年）
- 10月11日 - 清原啓一、洋画家（* 1927年）
- 10月11日 - 初代中村獅童、元歌舞伎役者（* 1929年）
- 11月15日 - 藤田大五郎、能楽師（* 1915年）
- 11月19日 - 茶谷正洋、建築家、東京工業大学名誉教授（* 1934年）